# Список богомолів Йорданії
У фауні Йорданії відомо близько 15 видів богомолів. Богомоли поширені в основному в субтропічних та тропічних країнах з теплим кліматом, лише окремі види зустрічаються у помірному кліматі.

## Список видів
| Наукова назва, автор, рік опису               | Таксономія            | Статус МСОП | Зображення | Зауваження щодо поширення                                                  |
| Mantis religiosa Linnaeus, 1758               | Родина Mantidae       | LC          |            |                                                                            |
| Sphodromantis viridis viridis (Forskål, 1775) | Родина Mantidae       | —           |            |                                                                            |
| Empusa fasciata Brullé, 1832                  | Родина емпузові       | -           |            |                                                                            |
| Blepharopsis mendica (Fabricius, 1775)        | Родина емпузові       | —           |            |                                                                            |
| Rivetina byblica Mistshenko, 1967             | Родина Rivetinidae    | —           |            |                                                                            |
| Microthespis dmitriewi Werner, 1908           | Родина Rivetinidae    |             |            |                                                                            |
| Eremoplana infelix Uvarov, 1924               | Родина Rivetinidae    | —           |            |                                                                            |
| Holaptilon pusillulum Beier 1964              | Родина Gonypetidae    | —           |            | Уперше знайдений у 2004-2005 роках на північному заході в провінції Аджлун |
| Ameles kervilley Bolívar, 1911                | Родина Amelidae       | —           |            |                                                                            |
| Ameles syriensis Giglio-Tos, 1915             | Родина Amelidae       | —           |            |                                                                            |
| Iris oratoria Linnaeus, 1758                  | Родина Eremiaphilidae | -           |            |                                                                            |
| Eremiaphila ammonita Uvarov, 1933             | Родина Eremiaphilidae | —           |            |                                                                            |
| Eremiaphila braueri Krauss, 1902              | Родина Eremiaphilidae | —           |            |                                                                            |
| Eremiaphila genei Lefebvre, 1835              | Родина Eremiaphilidae | —           |            |                                                                            |
| Eremiaphila uvarovi Bodenheimer, 1933         | Родина Eremiaphilidae | —           |            |                                                                            |
| Sinaiella sabulosa Uvarov, 1939               | Родина Toxoderidae    | —           |            |                                                                            |

### Непевні знахідки
- Ameles persa  BOLIVAR, 1911 можливі, але непідтверджені знахідки
- Empusa  pennata  (THUNBERG,  1815) описаний на початку 2000-х; імовірно помилка визначення